# Площадь Ленина (Тверь)
Площадь Ле́нина (бывшая Восьмиугольная пл., Фонтанная пл., Монументальная пл., пл. Присутственных мест, Судебная пл., пл. «Правды») — расположена в центре Твери на пересечении Советской улицы, направленной с северо-западо-запада на юго-востоко-восток и выполняющей функции главной оси города, и пешеходной Трёхсвятской улицы (направленной с северо-северо-востока на юго-юго-запад).
Площадь имеет форму правильного восьмиугольника со стороной около 50 метров; протяжённость площади в длину составляет около 120—130 метров, а общая площадь территории — около 11940 квадратных метров; восемь углов образуют четыре здания, находящиеся по краям площади.
Сформирована по проекту застройки Твери архитектора П. Р. Никитина в 1760-е годы. Неоднократно меняла наименования, нынешнее название получила в 1935 году. Ансамбль зданий на площади Ленина относится к объектам культурного наследия федерального значения. Схема декоративного оформления площади была позднее распространена и на близлежащие здания (продолжение Советской улицы на запад).

## История площади

### Формирование площади

Схема площади Амалиенборг в Копенгагене, послужившей прообразом при проектировке Восьмиугольной площади в Твери

Проект застройки Твери был разработан архитектором П. Р. Никитиным после пожара 1763 года и утверждён в 1767 году. Восьмиугольная площадь стала одной из трёх центральных площадей города наряду с Полуциркульной (ныне — площадь Михаила Тверского) и Торговой (ныне — Московская); вместе с Торговой она стала одной из первых восьмиугольных площадей в провинциальной России. За основу была принята, вероятно, площадь Амалиенборга в Копенгагене, сооружённая в 1749 году по проекту архитекторов Н. Эйтведа и Н. Жардена. Впоследствии планировка Восьмиугольной площади в Твери была воспроизведена при проектировании главных площадей в городах Рязанского и Тульского наместничеств — Егорьевске, Михайлове, Спасске, Черни.
Исторические здания, составляющие ансамбль площади, сохранились до наших дней; во время боевых действий в 1941 году и двухмесячной немецкой оккупации здания сильно пострадали, но впоследствии были восстановлены.

### Названия площади
За время своего существования площадь сменила несколько названий:
- Восьмиугольная площадь — согласно очертанию площади, по краям которой расположены 4 здания, образующие 8 уголов[7];
- Фонтанная площадь — ввиду существовавших при проектировании площади планов обустройства бассейна с фигурным очертанием и фонтаном, которые не были реализованы)[8]
- Монументальная площадь — по монументу императрице Екатерине II, возведённому на площади в 1777 году;
- Площадь Присутственных мест — ввиду расположения губернского правления, казённой палаты и других учреждений в одном из зданий на площади (нынешний дом 11);
- Судебная площадь — ввиду расположения судебных учреждений в одном из зданий на площади (нынешний дом 34);
- Площадь «Правды» (в 1919—1935 гг.) — в честь газеты «Правда», печатного органа Центрального комитета РСДРП — РКП(б) — ВКП(б);
- Площадь Ленина (с 1935 г.) — в честь В. И. Ленина, в русле существовавшей во время советской власти тенденции присваивать имя Ленина улицам и площадям городов.

## Ансамбль площади

### Здания на площади

Схема расположения зданий на площади Ленина и прилегающих улицах

На площадь выходят четыре здания, которые имеют нумерацию по Советской улице:
- здание администрации города Твери (Советская ул., д. 11), расположено на северо-западной окраине площади. Здание построено в 1783 году для губернского правления и казённой палаты («присутственных мест»), в 1860—1862 годах в нём работал вице-губернатором М. Е. Салтыков-Щедрин, в ознаменование чего в 1996 году на здании установлена мемориальная табличка[10]. После событий 1917 года в здании был размещён тверской горисполком, а с 1990-х годов в нём находится администрация города. Памятник архитектуры федерального значения[11].
- здание главного управления Банка России по Тверской области (Советская ул., д. 13), расположено на северо-восточной окраине площади. Построено в 1771—1773 годах для соляного магазина и склада, некоторое время там размещался губернский архив. В 1912—1914 годах здание было перестроено архитектором И. В. Скрутковским для губернского казначейства. После событий 1917 года в нём также были размещены финансовые учреждения, а с 1991 года — главное управление Банка России. Объект культурного наследия № 6910036001[12]Здание главного управления Банка России по Тверской области по Советской улице, 13.

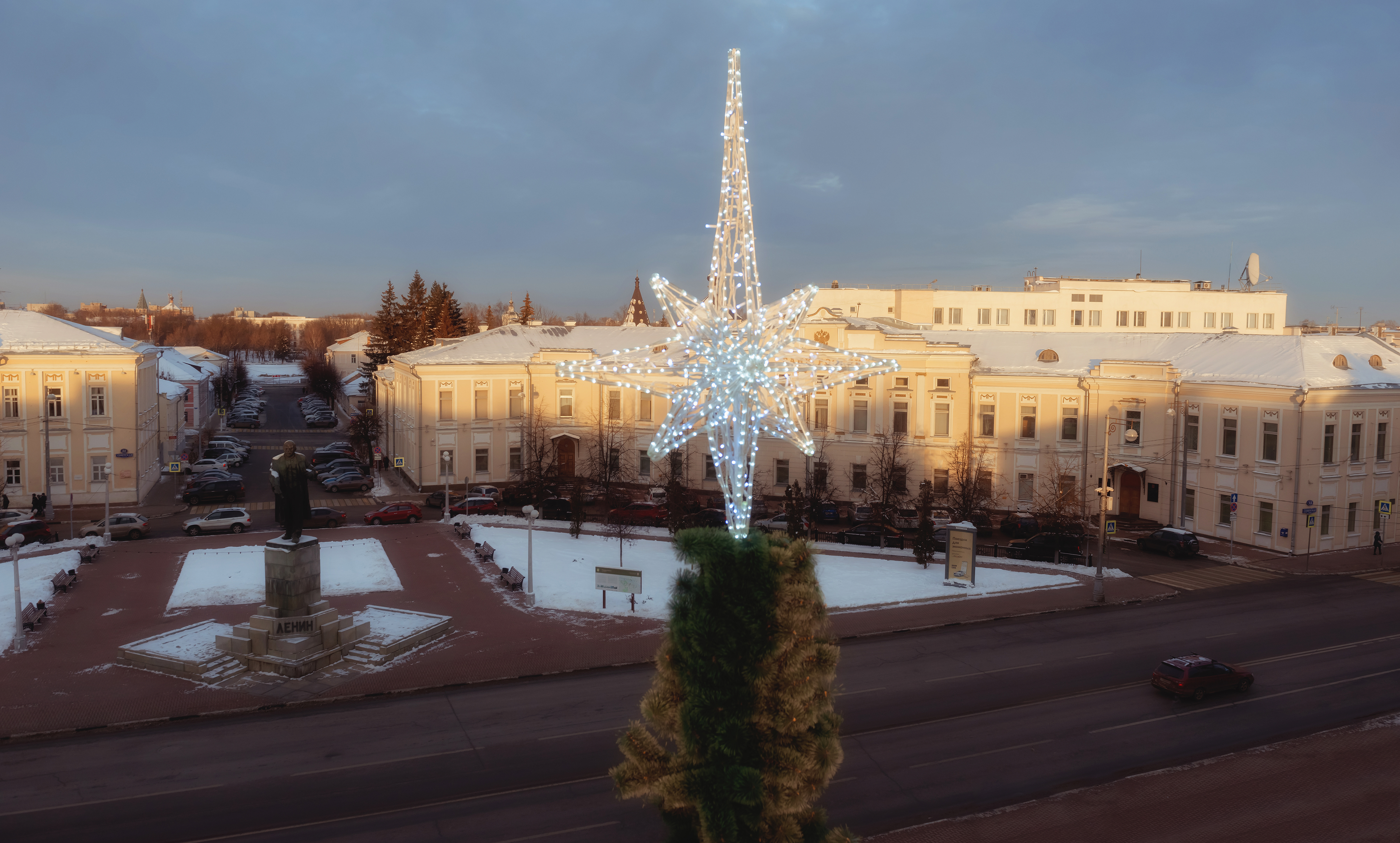
Здание главного управления Банка России по Тверской области по Советской улице, 13.

- здание театра детей и молодёжи (Советская ул., д. 32), расположено на юго-западной окраине площади. Здание построено по проекту М. Ф. Казакова для губернского и городового магистратов, в 1778—1782 годах в губернском магистрате служил И. А. Крылов. С 1795 года в здании располагалось Дворянское собрание, с 1799 года — резиденция губернатора. В 1830-е годы в здании располагались казармы гарнизонного батальона, затем — городская дума, общественное собрание, публичная библиотека, городская управа и другие учреждения. В 1928—1935 годах. здание использовалось в качестве Дома Красной армии. С 1942 года, после освобождения города, в этом здании работал драмтеатр, в 1951—1953 годах — областная филармония. В 1955—1958 годах здание было реконструировано, после чего в нём разместился Тверской областной театр юного зрителя (театр детей и молодёжи). Памятник архитектуры федерального значения[13].
- здание Тверской городской думы и администрации Центрального района Твери (Советская ул., д. 34), расположено на юго-восточной окраине площади. Построено в 1785 году для уездного суда, гражданской и уголовной палат. После событий 1917 года использовалось для судебных учреждений, с 1950-х годов в здании находились горком КПСС, обком и горком ВЛКСМ, с 1975 года (после образования Центрального района) — райисполком, с 1989 года — райком КПСС, с 1991 года — подразделения администрации города. В настоящее время в здании расположены Тверская городская дума, администрация Центрального района Твери и некоторые подразделения областной администрации. Памятник архитектуры федерального значения[14].

Фотографии зданий, расположенных на Площади Ленина
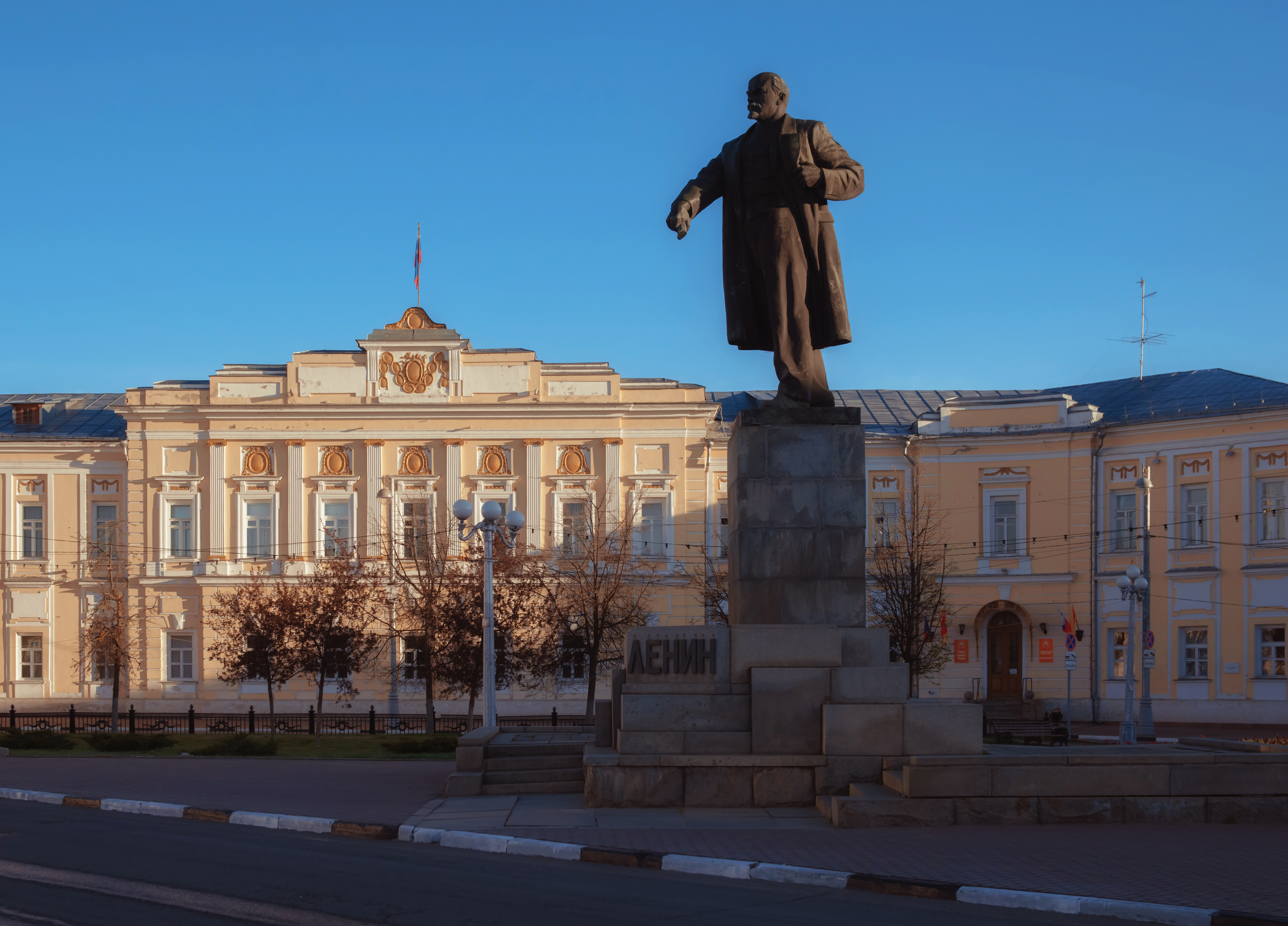
Здание администрации города Твери  по Советской улице, 11.
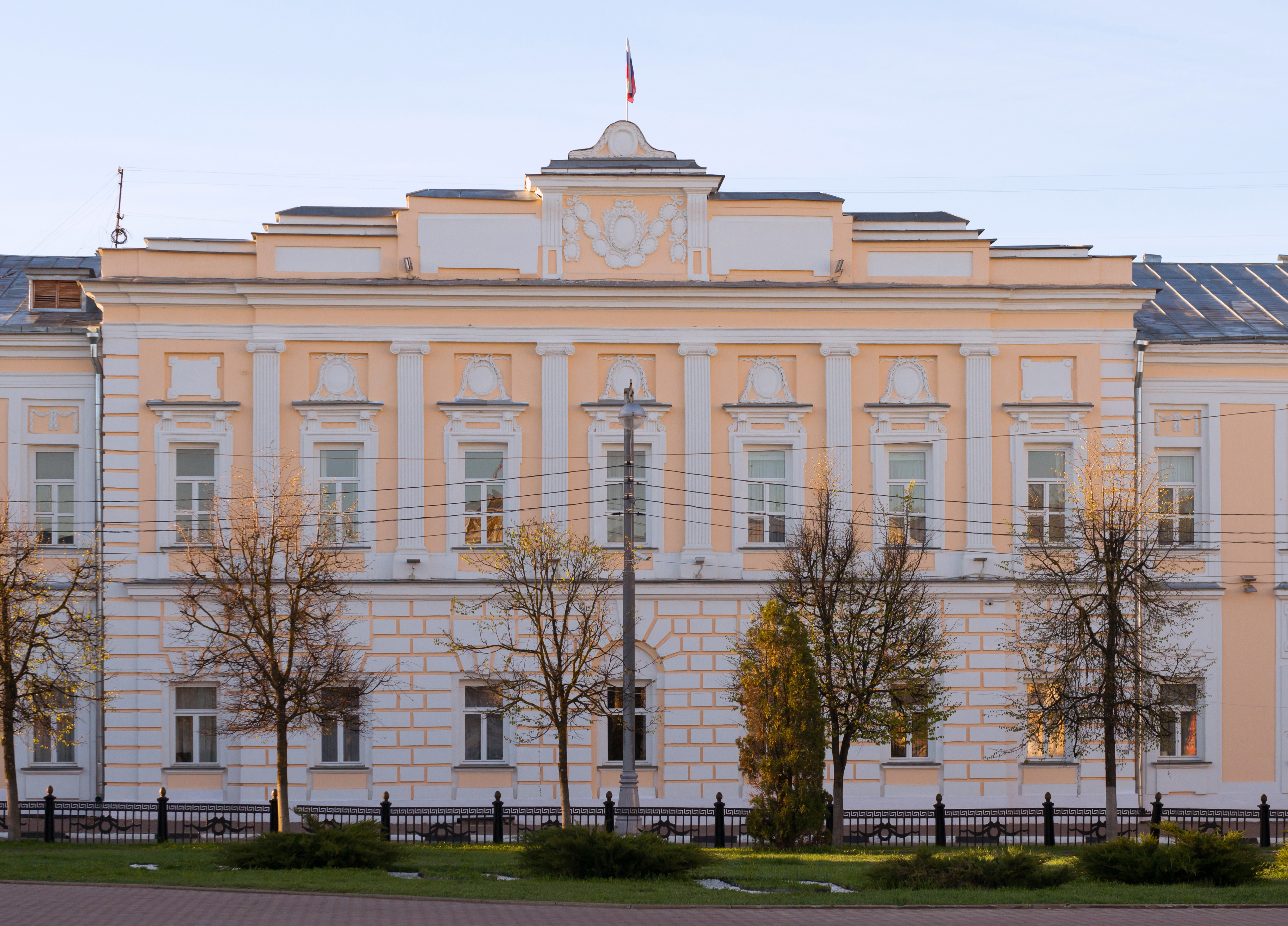
Здание Тверской городской думы  по Советской улице, 34.
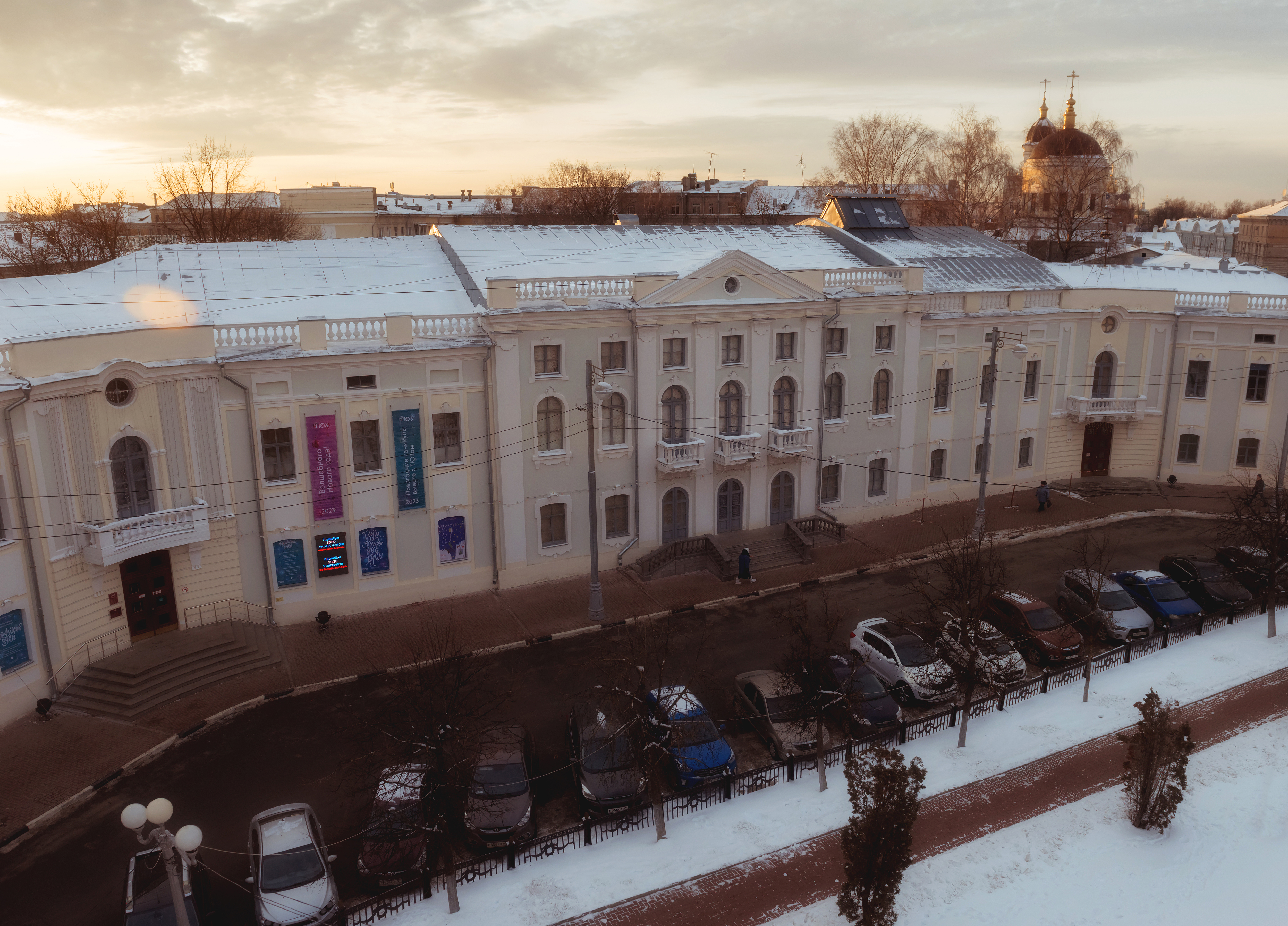
Тверской театр юного зрителя  по Советской улице, 32.

### Памятники и другие объекты на площади
На площади расположены братская могила советских воинов, погибших при освобождении Калининской области от фашистских захватчиков в 1941—1942 годах, и памятник В. И. Ленину.
Памятник Владимиру Ильичу Ленину в виде бронзовой фигуры вождя на пьедестале работы скульптора С. Д. Меркурова был открыт в 1926 году, уничтожен немецкой артиллерией во время немецкой оккупации города в конце 1941 года. После освобождения города С. Д. Меркуров пообещал восстановить бронзовый бюст Ленина и передал городу временную бетонную фигуру Ленина, которая была установлена на сохранившемся постаменте в декабре 1942 года. Бронзовая фигура Ленина была восстановлена учениками С. Д. Меркурова — скульпторами П. В. Барковым и В. П. Кенигом, и установлена на прежнем месте в 1959 году, уже после его смерти.

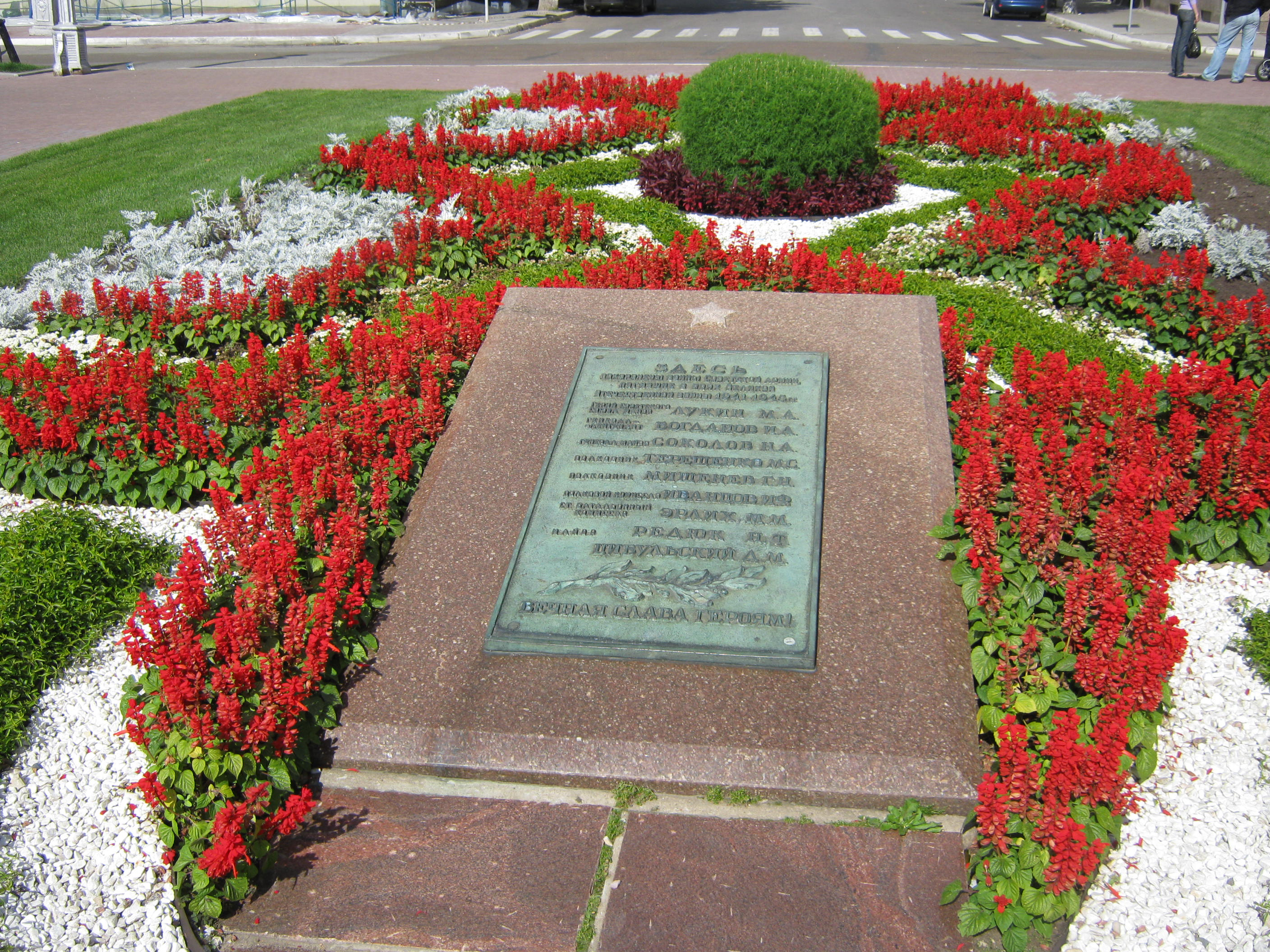
Братская могила советских воинов

В братской могиле похоронены: Герой Советского Союза майор М. А. Лукин, генерал-лейтенант И. А. Богданов, генерал-майор Н. А. Соколов, полковники М. С. Терещенко и Г. Н. Мишенев, полковой комиссар И. Ф. Иванцов, старший батальонный комиссар М. М. Эрлих, майоры Н. Т. Редюк и Д. М. Цыбульский.
Утраченными памятниками, некогда располагавшимися на площади, являются монумент в честь императрицы Екатерины II, установленный в 1777 году в форме каменного столба с позолочённым медным шаром наверху, и постепенно разрушившийся за 100 с небольшим лет (по другим данным — демонтированный в 1811 году), и памятник Карлу Марксу из гипса, открытый в 1918 году и простоявший несколько лет.
На площади сооружены клумбы и установлены фонари, скамейки и ограждения по периметру. На Трёхсвятской улице от площади Ленина до Новоторжской улицы выложено плиточное покрытие.

## Транспорт и движение по площади
В 1901 году были открыты первые трамвайные линии в городе, связавшие Восьмиугольную площадь с Морозовской фабрикой, известной также как Фабрика «Пролетарка» и Тверская мануфактура (4,5 км в западном направлении по Миллионной улице) и с железнодорожной станцией (2,8 км в южном направлении, по Трёхсвятской улице); линия по Трёхсвятской получила продолжение в северном направлении к берегу Волги, а линия по Миллионной улице — далее на восток до земской больницы и тупика возле мечети, а на площади трамвайные линии пересекались; с 1929 года открыто беспересадочное движение от вокзала до Пролетарки через площадь. Во время оккупации Калинина в октябре — декабре 1941 года трамвайное хозяйство было разрушено, но после освобождения города трамвайное движение (в том числе — сквозное движение по площади Ленина) было восстановлено. 17 октября 1941 года через площадь Ленина проходил путь танка Т-34 старшего сержанта Степана Христофоровича Горобца, который вошёл в оккупированный немецкими войсками город со стороны Волоколамского шоссе, прошёл через город с боями, нанося ущерб противнику, и вышел в расположение 5-й стрелковой дивизии на Московском шоссе в районе элеватора.
По состоянию на 1944 год на площади существовала трамвайная развилка: широтная линия соединяла площадь с фабрикой «Пролетарка» в западной части города и силикатным заводом в восточной, а в южном направлении по Трёхсвятской шла линия к железнодорожной станции.

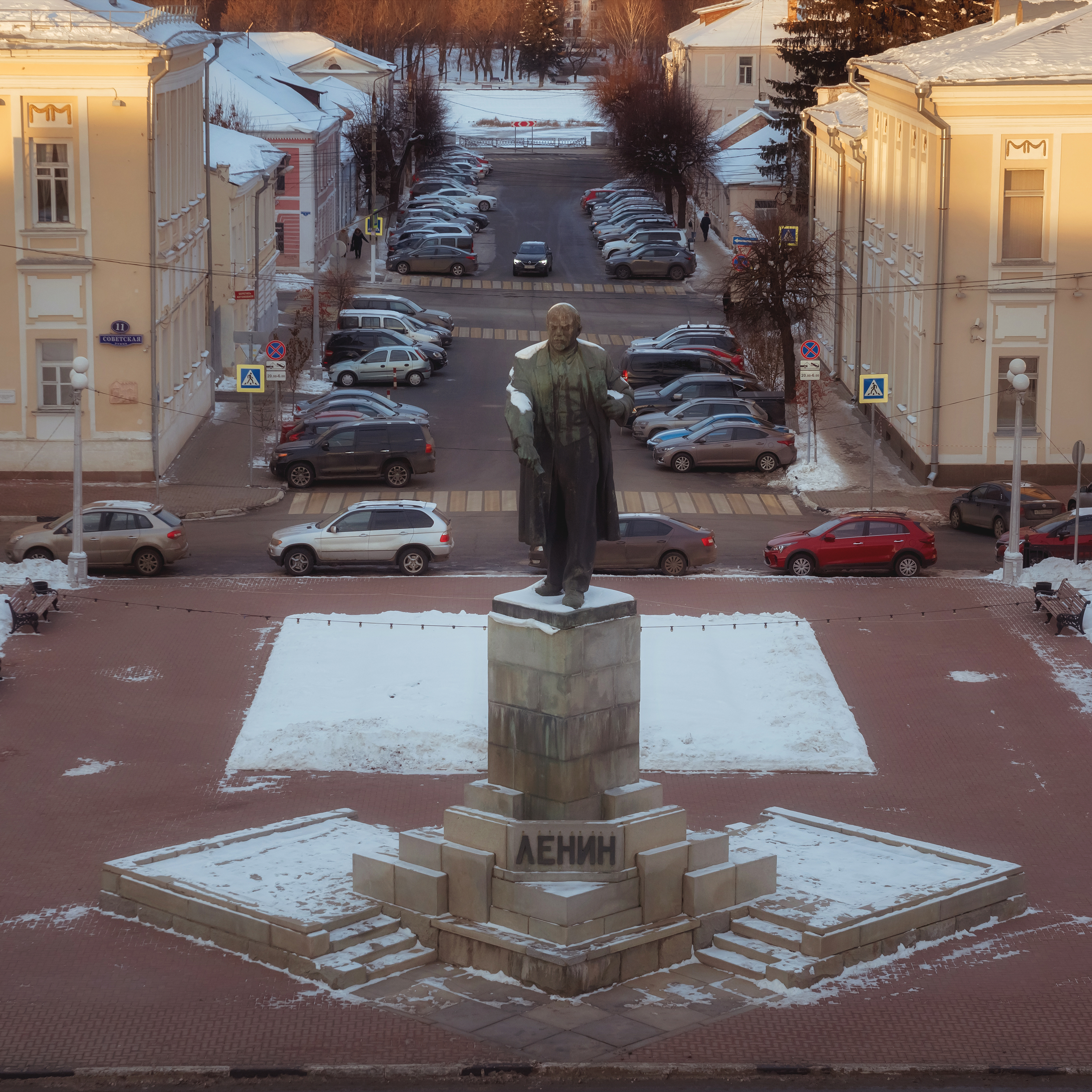
Памятник В.И. Ленину

В конце 1976 года в связи с реконструкцией Тверского проспекта трамвайное движение в сторону станции Тверь сняли с Трёхсвятской улицы и перенесли на Тверской проспект, и трамвайная развилка сместилась к западу от площади Ленина, причём Трёхсвятская улица фактически стала пешеходной, а площадь Ленина утратила положение трамвайного узла и перекрёстка дорог. В 1990-е годы трамвайное движение сняли и с Советской улицы, трамвайные пути демонтировали, а в 2004 году за Трёхсвятской улицей официально закрепили статус пешеходной.
По состоянию на начало XXI века движение по площади осуществляется только в двух направлениях (по Советской улице), а общественный транспорт представлен только проходящими автобусами маршрута № 20, соединяющий посёлок Мигалово на западе города и остановочный пункт Энергоремонт на востоке и маршрутными такси. В 2004 году остановку автобуса № 20 перенесли с площади Ленина на 40 метров к востоку, к перекрёстку Советской улицы и Студенческого переулка, однако в 2007 году на площади был предусмотрен дополнительный остановочный пункт для маршрутных такси в обоих направлениях.
На Новоторжской улице, примерно в 110 метрах к югу от центра площади, есть ещё и троллейбусное движение (в западном направлении — в сторону цирка и в восточном — в сторону Советской и Московской площадей) , а на Тверском проспекте, примерно в 180 метрах к западу от центра площади — трамвайное движение в северном направлении — в северном направлении к Нововолжскому мосту и в Заволжскую часть города, в южном — к площади Капошвара и железнодорожному вокзалу .
Во время городских (День города, День освобождения Калинина) и общероссийских (День Победы, День России и др.) праздников на площади Ленина (как и на других центральных улицах и площадях города) проводятся культурно-развлекательные мероприятия, при этом движение по Советской улице (равно как и по многим другим улицам центра города), как правило, перекрывается.

## В искусстве
Площадь Ленина упоминается в песне Михаила Круга «На бывшей „Новой“».